# Адміністративний поділ Швейцарії
До складу федеральної держави Швейцарська Конфедерація входять 20 кантонів та 6 напівкантонів. Кожен кантон був повністю суверенною державою зі своїми власними кордонами, армією і валютою, до моменту утворення Швейцарської федеральної держави в 1848 році. Найостанніший створений кантон — кантон Юра, який відокремився від кантону Берн в 1979 році.
Кожен кантон має власну конституцію, законодавчу владу, уряд та суд. У більшості кантонів законодавча влада представлена однопалатними парламентами, з кількістю депутатів від 58 до 200 місць. У декількох кантонах законодавча влада представлена генеральною асамблеєю (нім. Landsgemeinden). Кантональні уряди складаються з 5-7 членів.
Федеральна конституція Швейцарії декларує, що кантони є суверенними в тій мірі, в якій їх суверенність не обмежена федеральним законом. Кантони також мають всю владу та компетенції, які не були делеговані Конфедерації конституцією. З найважливішого, кантони відповідальні за: організацію кантональної влади, місцеве врядування, закордонне співробітництво, взаємини між державою та релігією, культуру, охорону здоров'я, соціальний захист, дороги кантонального масштабу, природні ресурси, підтримання правопорядку, публічну освіту, кантональне оподаткування, охорона довкілля та  природної спадщини. Кантональні конституції визначають ступінь автономності, яка надається муніципалітетам, тому вона є різною, але майже завжди включає право оподаткування та муніципальне законодавство.

## NUTS Швейцарії

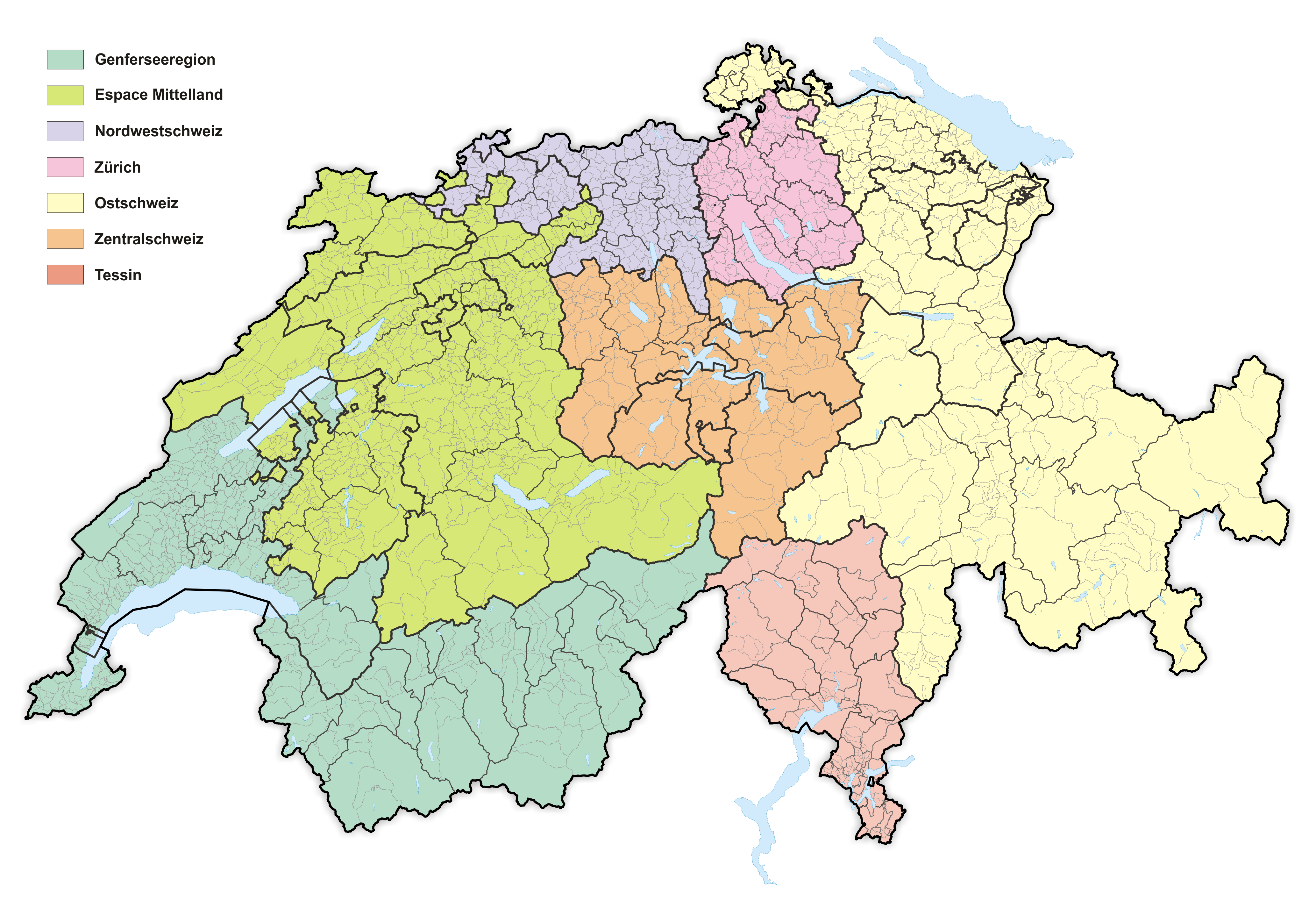

NUTS Швейцарії — номенклатура територіальних одиниць статистики (NUTS) у Швейцарії, стандарт у Європейському Союзі, для статистики. 
Поділяється на три рівні:
- NUTS-1 — Швейцарія
- NUTS-2 — 7 основних регіонів
- NUTS-3 — 26 кантонів

## Кантони Швейцарії
| Прапор                                  | Абр. | Кантон                 | Заснування | Столиця          | Населення | Площа  | Щільність | № муніц. | Офіційні мови                                |
| --------------------------------------- | ---- | ---------------------- | ---------- | ---------------- | --------- | ------ | --------- | -------- | -------------------------------------------- |
| Прапор кантону Цюрих                    | ZH   | Цюрих                  | 1351       | Цюрих            | 1,228,600 | 1,729  | 701       | 171      | німецька                                     |
| Прапор кантону Берн                     | BE   | Берн                   | 1353       | Берн             | 947,100   | 5,959  | 158       | 399      | німецька, французька                         |
| Прапор кантону Люцерн                   | LU   | Люцерн                 | 1332       | Люцерн           | 350,600   | 1,493  | 233       | 107      | німецька                                     |
| Прапор кантону Урі                      | UR   | Урі                    | 1291       | Альтдорф         | 35,000    | 1,077  | 33        | 20       | німецька                                     |
| Прапор кантону Швіц                     | SZ   | Швіц                   | 1291       | Швіц             | 131,400   | 908    | 143       | 30       | німецька                                     |
| Прапор кантону Обвальден                | OW   | Обвальден              | 1291       | Зарнен           | 32,700    | 491    | 66        | 7        | німецька                                     |
| Прапор кантону Нідвальден               | NW   | Нідвальден             | 1291       | Штанс            | 38,600    | 276    | 138       | 11       | німецька                                     |
| Прапор кантону Гларус                   | GL   | Гларус                 | 1352       | Гларус           | 38,300    | 685    | 51        | 28       | німецька                                     |
| Прапор кантону Цуг                      | ZG   | Цуг                    | 1352       | Цуг              | 100,900   | 239    | 416       | 11       | німецька                                     |
| Прапор кантону Фрібур                   | FR   | Фрібур                 | 1481       | Фрібур           | 239,100   | 1,671  | 141       | 242      | французька, німецька                         |
| Прапор кантону Золотурн                 | SO   | Золотурн               | 1481       | Золотурн         | 245,500   | 791    | 308       | 126      | німецька                                     |
| Прапор кантону Базель-Штадт             | BS   | Базель-Штадт           | 1501       | Базель           | 186,700   | 37     | 5,072     | 3        | німецька                                     |
| Прапор кантону Базель-Ланд              | BL   | Базель-Ланд            | 1501       | Лісталь          | 261,400   | 518    | 502       | 86       | німецька                                     |
| Прапор кантону Шаффгаузен               | SH   | Шаффгаузен             | 1501       | Шаффгаузен       | 73,400    | 298    | 246       | 34       | німецька                                     |
| Прапор кантону Аппенцелль — Ауссерроден | AR   | Аппенцелль-Ауссерроден | 1513       | Герізау / Троген | 53,200    | 243    | 220       | 20       | німецька                                     |
| Прапор кантону Аппенцелль — Іннероден   | AI   | Аппенцелль-Іннерроден  | 1513       | Аппенцель        | 15,000    | 173    | 87        | 6        | німецька                                     |
| Прапор кантону Санкт-Галлен             | SG   | Санкт-Галлен           | 1803       | Санкт-Галлен     | 452,600   | 2,026  | 222       | 90       | німецька                                     |
| Прапор кантону Граубюнден               | GR   | Граубюнден             | 1803       | Кур              | 185,700   | 7,105  | 26        | 211      | німецька, романшська, італійська             |
| Прапор кантону Ааргау                   | AG   | Ааргау                 | 1803       | Аарау            | 550,900   | 1,404  | 388       | 232      | німецька                                     |
| Прапор кантону Тургау                   | TG   | Тургау                 | 1803       | Фрауенфельд      | 228,200   | 991    | 229       | 80       | німецька                                     |
| Прапор кантону Тічино                   | TI   | Тічино                 | 1803       | Беллінцона       | 311,900   | 2,812  | 110       | 244      | італійська                                   |
| Прапор кантону Во                       | VD   | Во                     | 1803       | Лозанна          | 626,200   | 3,212  | 188       | 382      | французька                                   |
| Прапор кантону Вале                     | VS   | Вале                   | 1815       | Сьйон            | 278,200   | 5,224  | 53        | 160      | французька, німецька                         |
| Прапор кантону Невшатель                | NE   | Невшатель              | 1815       | Невшатель        | 166,500   | 803    | 206       | 62       | французька                                   |
| Прапор кантону Женева                   | GE   | Женева                 | 1815       | Женева           | 414,300   | 282    | 1,442     | 45       | французька                                   |
| Прапор кантону Юра                      | JU   | Юра                    | 1979       | Делемон          | 69,100    | 838    | 82        | 83       | французька                                   |
| Прапор Швейцарії                        | CH   | Швейцарія              |            | Берн             | 7,261,200 | 41,285 | 174       | 2,890    | німецька, французька, італійська, романшська |

## Округи Швейцарії
Округ (нім. Bezirk; фр. district) — проміжні адміністративні одиниці між кантонами і громадами. Існують лише в деяких кантонах.

## Муніципалітети Швейцарії
Громада (нім. Gemeinde, фр. commune, італ. comune, ромш. vischnanca) — адміністративна одиниця Швейцарії, яка є складовою частиною округу (району) або кантону (для кантонів які не мають округів). Кількість громад поступово скорочується, за останні 150 років — приблизно на 15 %. Злиття громад зумовлене міркуваннями ефективності управління. У 2009 році було 2636 громад, станом на 2011 рік в Швейцарії налічується 2551 громад. 2023 року кількість громад становить 2136.
Швейцарські громади регулюють свій устрій власними Конституціями. Найвища влада в громаді належить її членам. Усі швейцарські громади мають виконавчий орган та законодавчий орган — парламент чи громадське зібрання. 
До повноважень громади, у залежності від законодавства кантону, належать: освіта (дитсадки та початкові школи), переробка відходів, дороги які знаходяться у юрисдикції громади, місцева інфраструктура, місцева поліція, зонування, громадянство, місцеві податки. Також кантони можуть делегувати завдання громадам, такі як: ведення особового реєстру громадян, які мешкають у громаді, організацію виборів у масштабі кантонів та громад, збору кантональних податків.